# ساختمان یعقوبیان (فیلم)
ساختمان یعقوبیان (عربی: عمارة يعقوبيان) فیلمی در ژانر درام به کارگردانی مروان حامد است که در سال ۲۰۰۶ منتشر شد. فیلم بر اساس رُمان پرفروش نوشته سال ۲۰۰۲ توسط نویسنده شهیر مصری علاء الاسوانی است و یک اثر انتقادی از وضعیت جامعه مصر است. بزرگترین بازیگران سینمای مصر در أن نقش ایفا کردند از آن جمله : عادل امام، نور الشریف، هند صبری، و یسری اشاره کرد.
فیلم جامعه ای را به تصویر میکشد که افراد سنتی در آن در قالبهایی که در آن افتاده اند گیر کرده اند. همه سرخورده هستند ولی فاقد اراده برای تغییر هستند. ترجیح میدهند سرخورده با حس قربانی بودن بمانند و حداکثر تلاش خود را میکنند که از شرایط فعلی خود برای ادامه زندگی فرومایه خود استفاده کنند بدون اینکه به ارزشهای اخلاقی توجه کنند. دختر و پسر جوان بجای پرداختن به عشق هریک قربانی هستند. پسر در دام گروههای تندرو گرفتار میشود. دختر مشغول خودفروشی میشود و در نهایت بهترین انتخاب را ازدواج با مردی چهل سال از خود مسن تر میبیند. مرد همجنسگرا از کرده خود پشیمان است ولی قدرت تغییر ندارد و فقط پدر و مادردرگذشته اش را مقصر میداند.    

## خلاصه
فیلم با ردیابی تاریخ ساختمان یعقوبیان آغاز می‌شود که در ۱۹۳۷ توسط یک ارمنی به همین نام با معماری آرت دکو ساخته شد. اینکه چطور پس از کودتای 1952 که ملک فاروق را سرنگون کرد و در نهایت منجر به روی کار آمدن جمال عبدالناصر به عنوان رئیس جمهور مصر شد، انبارهای پشت بام ساختمان به فضای زندگی برای خانواده های طبقه پایین تبدیل شد..... جامعه روی پشت بام نمادی از شهرنشینی مصر پس از کودتا و رشد فزاینده جمعیت حاشیه نشین در شهرهای بزرگ آن در ان دوره است. در آپارتمان های رنگ و رو رفته طبقات اصلی و روی بام شلوغ ساختمان شخصیت های فیلم معرفی می شوند:
- زکی پاشا ال دسوکی (عادل امام) - یک مهندس ثروتمند و مسن تحصیل کرده خارجی که بیشتر وقت خود را صرف تعقیب زنان می کند و دفتری در ساختمان یعقوبیان دارد، او شخصیت طبقه حاکم قبل از انقلاب را به تصویر می کشد: جهان وطنی، فرهنگی، غربزده، و به خصوص اسلام را رعایت نمی کند

- طه الشاذلی (محمد امام) - پسر دربان ساختمان، او در مدرسه عالی بود و امیدوار بود در آکادمی پلیس پذیرفته شود، اما متوجه شد که حرفه پدرش، که توسط ژنرال هایی که مصاحبه شخصیتی او را انجام می دادند، بسیار پست تلقی میشود و مانعی برای این کار شده. او که سرخورده شده در دانشگاه ثبت نام می کند و در نهایت به یک سازمان اسلام گرای ستیزه جوی می پیوندد که نمادی از اخوان اسلامی است.

- بوتینه السید (هند صبری) – در ابتدا معشوقه کودکی طه بوده، پس از مرگ پدرش مجبور به یافتن شغلی برای کمک به خانواده اش می شود و ناامید می شود وقتیکه متوجه می شود کارفرمای مردش در ازای این کار از او و همکاران زنش انتظار لطف جنسی دارد و از ظرف دیگر مادرش از او انتظار دارد که باکرگی خود را حفظ کند ولی در عین حال پیشنهادهای  جنسی رئیسش را رد نکند.  او هم سرخورده در نهایت به زنی تبدیل میشود که از زیبایی خود به عنوان ابزاری برای پیشبرد منافع خود استفاده می کند.

- ملک (احمد بدیر) - پیراهن‌دوز است . شخصیتی نقشه کش و حیله گر که به دنبال باز کردن مغازه‌ای در پشت بام یعقوبیان است تا خود را به یکی از آپارتمان‌های شیک‌تر طبقه پایین انتقال دهد.

- حاتم رشید (خالد الساوی) -از پدری مصری که یک محقق حقوقی برجسته بوده و مادری فرانسوی . سردبیر روزنامه فرانسوی زبان Le Caire است. به زندگی خصوصی او توجه بیشتری می شود، زیرا او در جامعه ای که یا به سمت دیگری می نگرد یا آشکارا چنین رفتارها و تمایلاتی را محکوم می کند.او یک همجنس باز است.

- حاج محمد عزام (نور الشریف) – یکی از ثروتمندترین مردان مصر و مهاجری از حومه شهر به قاهره است. او در یک ازدواج مخفیانه و دوم با یک بیوه جوان جذاب به دنبال راه حلی قابل قبول و قانونی برای میل جنسی خود (به طور موقت) و همچنین بدنبال رسیدن به هدف خود برای داخل شدن به  مجلس است. با فساد عظیم  و رشوه خواری در سیاست معاصر مصر روبرو میشود.

- کریستین (یسرا) - یک خواننده خسته جهان که به زکی بیگ در مورد زندگی عاشقانه‌اش توصیه هایی می‌کند و آواز او از آهنگ‌های اروپایی مانند 'La Vie en Rose' از نقاط عطف فیلم است. بوتاینا (هند صبری) که دیپلم تجارت دارد و با کار در فروشگاه ها به دنبال تامین هزینه های خانواده اش است چندین بار مورد آزار و اذیت کارفرمایان قرار می گیرد و مجبور می شود تا بدن خود را تا حدی قربانی کند تا اینکه فانوس آرمانیوس به او کمک میکند در دفتر زکی کار کند . ملک از بوتاینا میخواهد در ازای ۵ هزار پوند با ذکی عشقبازی کند و در حال مستی امضای او را بگیرد، اما بوتاینا در برابر دلسوزی و محبتی که از زکی میبیند عقب نشینی کرده و علیرغم اینکه چهل سال از او بزرگتر است و روابط زیادش با زنان بعنوان تنها کسی که به او احترام گذاشته به ذکی علاقمند میشود و با او ازدواج میکند.

داستان‌های هر یک از شخصیت‌ها در هم تنیده شده‌اند، گاهی اوقات با یکدیگر برخورد می‌کنند یا همگرا می‌شوند. داستان از ملتی انتقاد می کند که اصول خود را قربانی کرده و در نتیجه به یک سیستم سیاسی اجتماعی فاسد و غیر دموکراتیک تحت سلطه یک حزب واحد بنام «حزب وطنی»، که کنایه ازحزب ملی دموکراتیک مصر است رسیده است. 
در پایان فیلم جفت شدن غیرمحتمل ذکی سالخورده و دختر جوان سرخورده که فیلم را به پایان می‌رساند که میتواند کنایه از این باشد که در برابر مرگ و ناراحتی که بر سایر شخصیت‌ها وارد شده هنوز هم امیدی به زندگی هست!